# Myriotrema extendens
Myriotrema extendens är en lavart som beskrevs av Nagarkar & Hale 1989. Myriotrema extendens ingår i släktet Myriotrema och familjen Thelotremataceae.   Inga underarter finns listade i Catalogue of Life.